# 塞利亚 (阿利坎特省)
塞利亚，是西班牙巴伦西亚自治区阿利坎特省的一个市镇。总面积39km2，总人口591人（2001年），人口密度15人/km2。